# Александропольский 161-й пехотный полк
161-й пехотный Александропольский полк — пехотная воинская часть Русской императорской армии.
Полковой праздник — 21 апреля.

## Формирование полка
Сформирован 1 августа 1874 г. из 4-х батальонов Кавказской гренадерской дивизии, благодаря чему в полку сразу же оказались многочисленные знаки отличия, унаследованные от 4-х батальонов полков: 13-го лейб-гренадерского Эриванского Его Величества полка; 14-го гренадерского Грузинского полка; 15-го гренадерского Тифлисского полка, кроме того, были сохранены и боевые отличия 41-го Егерского полка (расформированного в 1834 г.); 16-го гренадерского Мингрельского полка, а также и переданные последнему от 42-го Егерского (расформированного в 1834 г.) полка. Таким образом, молодому по имени Александропольскому полку, получившему при сформировании высшие отличия, пожалованные за боевую 75-летнюю службу его славным предшественникам, предстояло на деле доказать, что Александропольцы равняются кавказцам-героям.

## Кампании полка

### Русско-турецкая война 1877—1878 гг.
Полк, носивший с 16 декабря 1875 г. наименование 161-го пехотного Александропольского Его Императорского Высочества великого князя Алексея Михаиловича, перед началом русско-турецкой войны находился на границе Гурии и в апреле 1877 г. весь был сосредоточен в Николаевске, будучи предназначен в состав Кобулетского отряда.
12 апреля Александропольцы выступили в поход, причём 1-й и 4-й батальоны вошли в авангард, которым командовал командир полка полковник князь Абашидзе. С первых же шагов проявились кавказцы: в тот же день, после тяжелого перехода, они без выстрела заняли Лельский пост. 29 апреля Александропольцы, участвуя в деле у высот при р. Ачхуа, заняли их, получив боевое крещение после обстрела с турецких броненосцев. По занятии Хуцубанских высот, батальонам приходилось заниматься землекопными работами, устраивая позицию и прокладывая дороги в дикой гористой стране, покрытой девственными лесами, а также производить разведки по р. Кинтриши, через которую отряд переправился 16 мая и утвердился на высотах Сальба.
Жители Кобулетии, отрезанные от турок, хотя внешне и были покорны, но лишь временно. С 20-х чисел мая появились местные враждебные шайки, поэтому войскам Кобулетского отряда пришлось подвижными колоннами действовать и против местного населения, вскоре сдавшее розданное турками оружие и через почётных лиц изъявившее покорность.
11 июня Александропольцы участвовали в атаке турецкого укрепленного лагеря на высотах: Квириках, Дзегва, Цихидзири. При этом полк находился в 14-часовом бою под палящим солнцем. Выяснившаяся невозможность сбить турок, оказавшихся в значительном численном превосходстве, вынудила оставить занятые нами позиции, что и предполагалось совершить 12 июня, но в действительности в этот день отряд геройски вынес 9-часовой бой, отбиваясь штыками и картечью от перешедших в наступление турок. Стойко и мужественно бились и в этот день Александропольцы. Из рядов полка выбыл тяжело раненым в живот флигель-адъютант подполковник Териев, кавалер одного офицерского и четырёх солдатских георгиевских крестов, в сильных страданиях скончавшийся через два дня. «Под Цихидзири ни днем ни ночью нет покоя; в бою ни своих не видать, ни его (турка), а бьют из леса и не видим откуда» — вот меткая солдатская оценка тяжёлых дней 11 июня и последующих.
К 18 июня отряд сосредоточился на прежней позиции Мухаэстатэ, где Александропольцы и оставались до ноября. В общем, они за этот 2-месячный боевой период действий в отряде, помимо постоянных перестрелок с кобулетцами, соорудили 70 вёрст дороги в малодоступной местности, построили 4 укрепленных позиции, совершили 4 блестящих горных экспедиции, приняв участие в 2 крупных делах и одном 2-дневном сражении. 15 ноября Александропольцы, в числе прочих, вновь заняли позицию Хуцубани, а затем, изредка участвуя в незначительных перестрелках, завершили свою боевую службу 18 января 1878 г. атакою высот Цихидзири. 22 января было заключено перемирие и военные действия прекратились.
За отличия в войну 1877—1878 гг. полку было пожаловано: 1-му и 4-му батальонам — поход за военное отличие, а 2-му и 3 батальонам — дополнительные надписи на знаменах: «за отличие в Турецкую войну 1877 и 1878 гг.».

### В Закаспийской области
В 1879 г. 4-й батальон Александропольского полка принял участие в неудачной Ахал-Текинской экспедиции, но ему пришлось быть не в бою, а находиться в гарнизонах Терсакана и Бендессена и нести службу по охране тыла главных сил генерала Ломакина. Несмотря на это, в батальоне оказалась убыль, так как среди нижних чинов развилась сильная цынга. К концу года батальон возвратился обратно на Кавказ.
В 1883 г. весь полк перевели в Европейскую Россию, где для него наступил 20-летний мирный период службы. По случаю кончины шефа великого князя Алексея Михайловича, полк с 1 марта 1895 г. именуется 161-м пехотным Александропольским.

### Русско-японская война
В русско-японскую войну полк также принял участие, но лишь в последний период военных действий. 30 октября 1904 г. император Николай II напутствовал полк, а в январе 1905 г. началась его боевая служба, в формуляр которой занесён и 15-дневный Мукденский бой. В период январских и февральских боёв, полк понес значительные потери, причём убыль в офицерском составе дошла до 50 %. Особенное отличие в эту войну оказала 15-я рота, получившая 5 июля 1910 г. особую боевую награду — георгиевский серебряный рожок, с надписью: «за отличие 23 февраля 1905 г.».

### Первая мировая война
Перед Первой мировой войной был расквартирован в Саратове. Участвовал в боевых действиях на Юго-Западном (1915 г.) и Западном (1916 г.) фронтах. Входил в 41-ю пехотную дивизию (16 армейский корпус). Сражался на Висле в июле 1915 г.
Расформирован в январе 1918 года.

## Знаки отличия полка
- Георгиевское знамя, с надписью: «За отличные подвиги при поражении 36-тыс. турецкого корпуса на Баш-Кадыкларских высотах 19 ноября 1853 г., в сражении 17 июля 1854 г. на Чингальских высотах, за войну 1854 и 1855 годов, за Кавказскую войну и за отличие в Турецкую войну 1877—1878 годов»
- Георгиевския трубы с надписью «За Кавказскую войну»

При формировании в батальонах полка сразу появились знаки отличия:
- В 1-м батальоне: Георгиевское знамя с надписью «За отличия, оказанные в войну 1854 и 1855 годов и за Кавказскую войну» и Знаки на головные уборы с надписью «За отличие», пожалованные за войну с Персией в 1826—1828 гг. — перешли от 4-го батальона 13-го лейб-гренадерского Эриванского Его Величества полка;
- во 2-м батальоне: Георгиевское знамя с надписью «За отличные подвиги при поражении 36-тысячного турецкого корпуса на Баш-Кадыкларских высотах 19 Ноября 1855 г., за отличие в войну 1854 и 1855 годов и за Кавказскую войну» и Знаки на головные уборы с надписью «За отличие» за русско-турецкую войну 1828—1829 гг. — перешли от 4-го батальона 14-го гренадерского Грузинского полка;
- в 3-м батальоне: Георгиевское знамя с надписью «За отличие в сражении 17-го Июля 1854 г. на Чингальских высотах» и Знаки на головные уборы с надписью «За отличие» за русско-персидскую войну 1826—1828 гг. и Георгиевская серебряная труба с надписью «За Кавказскую войну» — перешли от 4-го батальона 15-го гренадерского Тифлисского полка; кроме того, батальону сохранены и боевые отличия 41-го егерского полка, расформированного в 1834 г. и имевшего «Поход за военное отличие» за Итальянские походы А. В. Суворова и Знаки на головные уборы «За отличие» за русско-турецкую войну 1828—1829 гг.;
- в 4-м батальоне: те же знаки отличия, как и в 3-м батальоне, полученные от 16-го гренадерского Мингрельского полка, а также Знаки на головные уборы за русско-персидскую войну 1826—1828 гг., полученные 4-м батальоном 16-го гренадерского Мингрельского полка от 42-го егерского полка, расформированного в 1834 г.

Самостоятельно полк заслужил следующие награды:
- За русско-турецкую войну 1877—1878 гг. — 1-му и 4-му батальону пожалован «Поход за военное отличие», 2-му и 3-му батальонам — дополнительные надписи на знамёна: «За отличие в Турецкую войну 1877 и 1878 годов».
- 5 июля 1910 г. 15-я рота полка за отличие в русско-японскую войну пожалована Георгиевским серебряным рожком с надписью «За отличие 23 Февраля 1905 г.».

## Командиры полка
- 28.09.1874 — 06.04.1878 — полковник князь Абашидзе, Ростом Николаевич
- 25.04.1878 — хх.хх.1880 — полковник Долгов, Михаил Антонович
- 22.02.1880 — 28.11.1880 — полковник Щелкачёв, Василий Матвеевич
- 19.12.1880 — 11.08.1883 — полковник Нельдихин, Евгений Альбертович
- 11.08.1883 — 19.02.1890 — полковник Озаровский, Александр Федорович
- 07.03.1890 — 18.01.1895 — полковник Пневский, Вячеслав Иванович
- 20.01.1895 — 03.04.1897 — полковник Орлов, Владимир Александрович
- 28.04.1897 — 11.08.1899 — полковник Кузичев, Николай Николаевич
- 01.10.1899 — 20.09.1901 — полковник Папенгут, Павел Оскарович
- 08.10.1901 — 19.06.1905 — полковник Просинский, Вацлав Лаврентьевич
- 02.08.1905 — 14.01.1907 — полковник Шафалович, Платон Николаевич
- 12.02.1907 — 07.07.1914 — полковник Туров, Пётр Николаевич
- 19.07.1914 — 24.01.1915 — полковник Власов, Иван Иванович
- 28.02.1915 — 30.10.1915 — полковник Михеев, Сергей Петрович
- 31.10.1915 — 18.07.1916 — полковник Ростковский, Георгий Николаевич
- 19.07.1916 — 26.04.1917 — полковник Мыслицкий, Николай Григорьевич
- 26.04.1917 — хх.хх.хххх — полковник Егоров, Григорий Никанорович

## Шефы полка
- 16.12.1875 — 01.03.1895 — великий князь Алексей Михайлович

## Известные чины полка
1. во время Русско-турецкой войны (1877—1878) в 12-й роте полка служил вольноопределяющийся Владимир Гиляровский, ставший впоследствии известным журналистом.
2. с марта по май 1916 года обязанности полкового священника полка исполнял отец Феодор.
3. с декабря 1916 года по январь 1918 года в полку служил будущий советский военачальник  Чехарин, Андрей Евсеевич.